# Love Antell
Love Henrik Samuel Antell, född 24 oktober 1980 i Finska församlingen, Stockholms län, är en svensk musikartist och konstnär med finlandssvenska rötter. Han är känd som frontman i bandet Florence Valentin, respektive bara "Florence", och som soloartist.

## Biografi
Love Antells föräldrar kommer från Finland. Han är uppvuxen på Östermalm i Stockholm, där han gick i Adolf Fredriks musikklasser. Numera bor han dock i Hägersten. Han var mellan åren (2001-2003, 2004-2007) konstskolestudent vid Konstfack. och är inspirerad av Lars Hillersberg. 2007-2011 ingick Antell som gitarrist i hälsinge-folkrockgruppen Perssons Pack. Hans musik speglar ofta ett politiskt engagemang. Han medverkar i Mika Ronkainens dramadokumentär Ingen riktig finne, som vann första pris i kategorin "Bästa nordiska dokumentär" på Göteborg Film Festival 2013.
Som konstnär/illustratör har han bland annat gjort omslaget till Lena Anderssons roman Duck City och illustrerat Michel Houellebecqs roman Plattform.

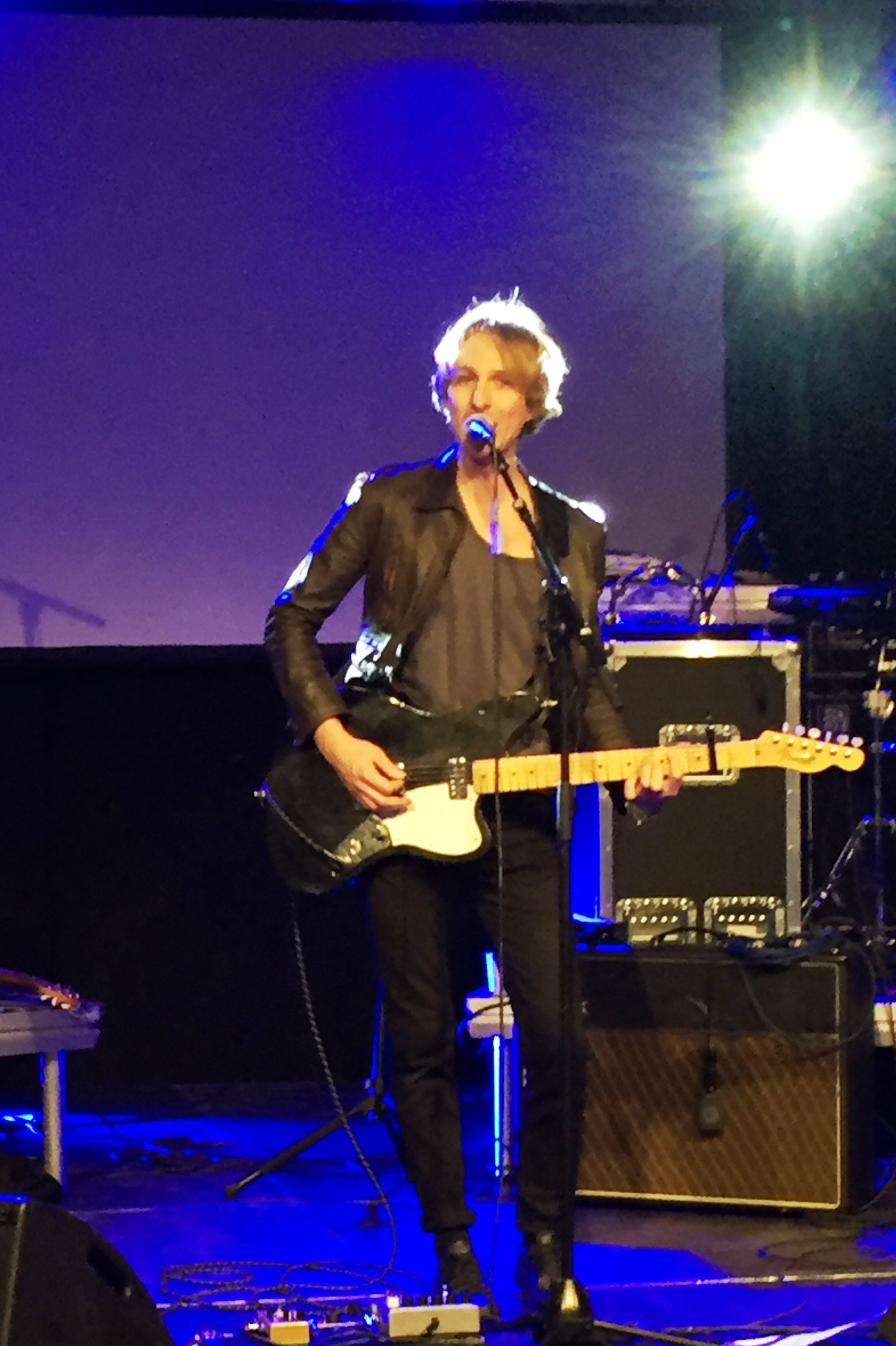
Love Antell på Färgfabriken 2016

Antell var en av deltagarna i 2014 års upplaga av Så mycket bättre i TV4. 
Under hösten 2015 sändes tv-serien ”Love i Finland” i SVT.
Han uppträdde på ETC:s 40-årsfirande på Färgfabriken i december 2016. 
2016 förärades Antell Manifest-priset årets textförfattare 2016 för albumet ”Barn av Amerika".
2017 mottog Antell Karl Gerhard-priset med motiveringen "Med briljans, lyskraft och klokskap lyfter Love Antell in Karl Gerhard i den samtid de båda tillhör och passar i."
Antell benämns under sitt artistnamn "Florence", i Doktor Kosmos låt "Å vem fan är du?". Texten i låten adresserar hur Antell "dissat" medlemmarna i Doktor Kosmos klasstillhörighet, vilket texten tycks mena är högst ironiskt.

## Diskografi
Album
- 2012 – Gatorna tillhör oss
- 2014 – Hitsville Haninge Samlade Spår 2003-2014
- 2015 – Barn Av Amerika

EP
- 2018 - Flytta på molnen
- 2018 - Ideal och livet

Singlar
- 2012 – Stjärna där
- 2014 – Underhåll oss
- 2015 - En delad värld
- 2015 - Barn av Amerika
- 2017 - Gatlopp och lämmeltåg
- 2017 - Flytta på molnen
- 2018 - Tänker på pengar

## Filmografi
- 2013 – Ingen riktig finne